# Туматов, Айдарбек Ануарбекович
Туматов, Айдарбек Туматович (каз. Тұматов, Айдарбек Әнуарбекұлы; род. 26 августа 1967, Алма-Ата, Казахская ССР) — казахстанский государственный деятель, дипломат. Советник 1-го класса.

## Биография
В 1993 году окончил Санкт-Петербургский государственный университет по специальности «Востоковед-историк»; в 2005 году — Казахский экономический университет им. Т. Рыскулова по специальности «Экономист-международник».
С 1993 по 2000 годы занимал различные должности в квазигосударственных структурах, частных компаниях и государственных органах.
С 2000 года работает в системе Министерства иностранных дел Республики Казахстан.
В 2004–2006 годах занимал руководящие должности в Департаменте экономического и гуманитарного сотрудничества, а также в Департаменте международных организаций и многостороннего сотрудничества.
В 2006–2007 годах — первый секретарь, затем советник Посольства Республики Казахстан в Объединённых Арабских Эмиратах.
В 2007–2008 годах — заместитель директора, начальник управления Информационно-аналитического департамента МИД РК.
В 2008–2011 годах — советник-посланник Посольства Республики Казахстан в ОАЭ; впоследствии — заместитель директора Департамента многостороннего сотрудничества.
В 2011–2019 годах — директор Департамента Азии и Африки МИД РК.
С 6 июня 2019 года по 18 апреля 2024 года — Чрезвычайный и Полномочный Посол Республики Казахстан в Иорданском Хашимитском Королевстве.
С февраля 2020 года по 18 апреля 2024 года — Чрезвычайный и Полномочный Посол Республики Казахстан в Республике Ирак и Государстве Палестина по совместительству.
С 18 апреля 2024 года — Чрезвычайный и Полномочный Посол Республики Казахстан в Султанате Оман.